# Pierre-Alain Tâche

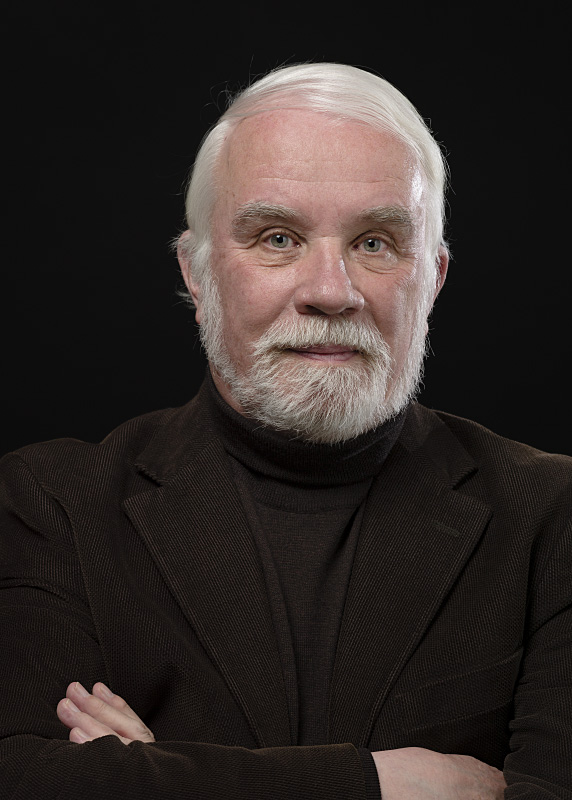
Pierre-Alain Tâche, 2015

Pierre-Alain Tâche (* 24. Oktober 1940 in Lausanne) ist ein Schweizer Schriftsteller, Literaturkritiker und Richter.

## Leben
Pierre-Alain Tâche studierte Rechtswissenschaft an der Universität Lausanne, wo er mit der Promotion abschloss. Er arbeitete erst als Anwalt, dann von 1981 bis 2002 als Richter am Waadtländer Kantonsgericht.
1962 erschien sein erster von rund 30 Gedichtbänden. In den 1970er- und 1980er-Jahren schrieb er auch Kritiken, veröffentlicht in der Zeitschrift La Revue de Belles-Lettres. 1975 verfasste er den Text der Kantate Ecclesia, vertont von Heinrich Sutermeister. Nach seinem Rücktritt vom Richteramt sind auch mehrere Prosawerke erschienen.
Tâche ist Mitglied der Schriftstellerverbände Association vaudoise des écrivains (AVE) und Autorinnen und Autoren der Schweiz (AdS) und lebt in Lausanne.

## Auszeichnungen
- 1974 und 1984: Einzelwerkpreise der Schweizerischen Schillerstiftung
- 1988: Literaturpreis des Kantons Bern
- 1991: Grand prix du Mont Saint-Michel
- 2001: Prix des écrivains vaudois
- 2010: Prix Roger-Kowalski für La Voie verte

## Werke

### Lyrik
- Greffes, Lausanne 1962
- La Boîte à fumée, Lausanne 1964
- Ventre des fontaines, Lausanne 1967
- Herbier des failles, illustriert von Jean Otth, 1969; Neuausgabe: Lausanne 2005
- La Traversée, Lausanne 1974
- L’Élève du matin, Vevey 1978
- L’Inhabité, Vevey 1980
- Les Instants du regard, Issirac 1980
- Le Jardin du midi suivi de Temps sauvé, Lausanne 1984
- Le Dit d’Orta, Genf 1985
- Poésie est son nom, Paris 1985
- Présent composé, Harnoncourt 1986
- Les Yeux du temps, Denges 1988
- Le Mensonge des genres, Lausanne 1989
- Buissons ardents, Lausanne 1990
- Noces de rocher, Lausanne 1993
- Jour après jour, Lausanne 1993
- Celle qui règne à Carona, Roubaix 1994
- Le Rappel des oiseaux, Lausanne 1997
- Reliques, Genf 1997
- L’État des lieux, Lausanne 1998
- Chroniques de l’éveil, Vevey 2001
- L’Inhabité suivi de Poésie est son nom et de Celle qui règne à Carona, Moudon 2001
- L’Intérieur du pays, Lausanne 2003
- Sur la lumière en Anniviers, Moudon 2003
- Bruissements, Brüssel 2005
- Nouvel état des lieux, Moudon 2005
- Roussan, Moudon 2006
- Forêt jurée, Moudon 2008
- La Voie verte, Trocy-en-Multien 2010
- Dernier état des lieux, Chavannes-près-Renens 2011
- Fresque avec ange, Genf 2012
- D’après l’Obscur, Genf 2013
- Dire adieu, Chavannes-près-Renens 2013
  - Dire adieu / Abschied nehmen. Deutsch von Markus Hediger. Wolfbach Verlag, Zürich 2017, ISBN 978-3-905910-91-9.
- La Quête continue, Paris 2016
- Venise à main levée, Genf 2016
- Élégie d’Ayer, Chavannes-près-Renens 2017
- Ailleurs commence ici, Vevey 2018
- Cor magis, Paris 2020
- Clarté des pertes, Chavannes-près-Renens 2020
- Autres avancées, Paris 2020

### Prosa
- Une poétique de l’instant, Bibliothèque cantonale et universitaire de Lausanne, 2006
- Notre «maison», vraiment? In: Le français, notre maison, Carouge 2010
- L’Air des hautbois: variations sur la Folia, Carouge 2010
- Un lied à mots couverts. In: Un visa donné à la parole, Genf 2011
- L’Idée contre l’image,  Carouge 2013
- L’Ombre d’Hélène, suivi de La fausse morte, Carouge 2015
- Une Réponse sans fin tentée, Strassburg 2015
- Vues sur Cingria, Vevey 2020
- Champ libre I (Carnets 1968–1993), Vevey 2020
- Pourquoi Follain?, Clichy 2020
- Champ libre II (Carnets 1994–2006), Vevey 2021
- Pierre-Yves Gabioud. Le peintre et son pays (mit Arnaud Clément). Troçy-en-Multien 2022